# Banquise côtière
Ne doit pas être confondu avec Banquise de mer.

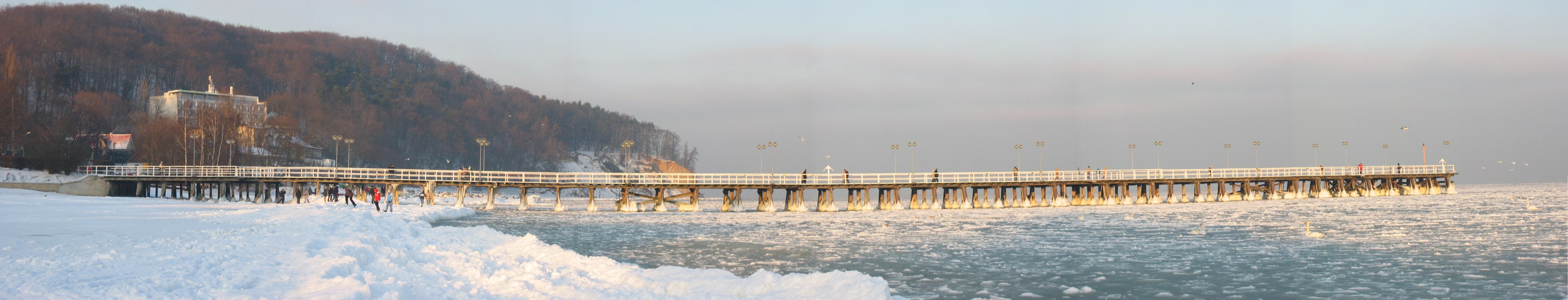
Banquise côtière et de mer en mer Baltique à Gdynia (Pologne).

La banquise côtière (en anglais fast ice) est de la glace de mer qui reste fixe, généralement à l'endroit où elle s'est formée, et qui peut atteindre une épaisseur considérable. On la rencontre le long des côtes, où elle est jointive au rivage, ou sur les hauts-fonds, où elle peut être retenue par les îles ou des icebergs échoués. Cette banquise peut être formée sur place à partir de l'eau de mer ou d'une banquise de n'importe quel âge retenue au rivage par le gel,.

## Caractéristiques

Banquise côtière, le long de la côte à gauche, versus banquise dérivante à droite

Sa présence et son épaisseur est généralement saisonnière et dépendent du climat, de la température de surface de la mer et de la pente du fond marin. Elle peut donc être formée de glace de plus d'un an et il est donc possible de la désigner en employant l'expression correspondant à son âge (vieille, de deuxième année, ou de plusieurs années). Si elle s'élève à plus de 2 mètres au-dessus du niveau de la mer, elle prend le nom de « plateau de glace ». Les points de pression, dans cette banquise ou sur son pourtour, forment des crêtes appelées stamukhi.
La banquise côtière peut s'étendre de mètres à plusieurs centaines de kilomètres de la côte. Son extension au large dépend de plusieurs facteurs dont la profondeur, la protection offerte par la forme de la côte, le temps de l'année et la pression de la banquise de mer. La surface de la glace peut varier de très lisse à très accidentée selon la pression exercée par les vents, les courants et la banquise au large.
Le « pied » de la banquise côtière est la partie qui se forme directement le long de la côte à la suite de multiples gels et dégels entre les marées. Elle sera séparée localement par des fissures du reste de la banquise côtière. À partir d'un certaine distance de la côte, la glace peut s'épaissir suffisamment pour s'ancrer aux roches et au fond et ne plus bouger. La limite entre la banquise côtière et celle de mer, qui dérive, coïncide avec une zone de cisaillement latéral, due au courant marin, suffisante pour briser la résistance de la glace.